# Fiat Strada
Fiat Strada je pickup postavený na základu Fiatu Palio. Vyrábí ho automobilka Fiat od roku 1996 ve městě Betim, které se nachází ve státě Minas Gerais v Brazílii. Strada má nosnost 700 kg a nákladový prostor 1100 l. V roce 2001 proběhl první facelift a v roce 2004 byla modernizována podruhé.